# 南約克姆鎮區 (阿肯色州卡羅爾縣)
南約克姆鎮區（英語：South Yocum Township）是位於美國阿肯色州卡羅爾縣的一個行政鎮區。

## 地方資料
根據2010年美國人口普查的數據，南約克姆鎮區的面積為60.21平方千米，當中陸地面積為60.21平方千米，而水域面積為0.00平方千米。當地共有人口649人，而人口密度為每平方千米10人。